# John A. Wilson Building
John A. Wilson Building.
O John A. Wilson Building, também conhecido apenas como Wilson Building, é a sede administrativa do Distrito de Colúmbia, nos Estados Unidos. Originalmente chamado de District Building, foi rebatizado em 1994 em homenagem ao ex-presidente do conselho da cidade John A. Wilson. Foi concluído em 1908, em estilo Beaux-Arts, e foi incluído no Registro Nacional de Lugares Históricos em 16 de março de 1972.